# 阿紫 (小說角色)
阿紫是金庸武俠小說《天龍八部》人物。段正淳、情人阮星竹所生之次女，阿朱胞妹，星宿老怪丁春秋徒弟。外表稚氣美麗、性格古靈精怪、刁蠻陰戾、狠毒好玩。暗恋乔峰，曾用毒针刺擊乔峰，反被乔峰掌力所伤，乔峰照顾她很长的一段时间。乔峰死时，阿紫为其殉情。對應八部之中的「緊那羅」。
吳靄儀評價「金庸創造出阿紫，就像溺愛孩子的父母一樣，溺愛有加，讀者沒有這種關係，不肯接受，只覺得阿紫討厭，但阿紫令人難忘，的確是個成功的角色。」

## 生平
阿紫由於父母親棄之不顧，自幼被星宿派收养，為星宿老怪丁春秋弟子之一，待年紀稍長，丁春秋開始對發育的阿紫帶有色意，更毛手毛腳猥褻阿紫，害怕的阿紫就偷了「神木王鼎」逃離星宿海，來到中原。
阿朱死時，曾交待喬峰要照顧阿紫，所以喬峰對她保護周到。阿紫見到喬峰一掌打死阿朱時，留下了深刻的印象：「在那小橋邊的大雷雨之夜，我見到你打死我姊姊，哭得這麼傷心，我心中就非常非常喜歡你」，被喬峰對自己姐姐的用情之深所打動而心生愛慕。
阿紫曾為了讓喬峰永遠留在自己身邊，嘗試用毒針刺他，但反被喬峰護身掌力所傷。為此，自女真族到遼國，喬峰無微不至地照顧了她很長一段時間，而這段時間亦成了她最快樂的一段時光。
另外，游坦之自從見到了阿紫之後，便不能自拔地愛上她。就算被她虐待也覺得十分值得﹑心甘情願。當阿紫被丁春秋毒瞎雙眼後，游坦之更苦求虛竹將自己的眼睛给了她，好讓阿紫重見光明。
阿紫復明後回到遼國找到蕭峰，由於她向蕭峰表明其痴情未成，遂聽信讒言在無意間將毒藥交給蕭峰服下，導致蕭峰無法帶著她逃離，兩人雙雙被擒。
之後阿紫跳水逃走，請來中原群雄前去遼國救援，卻難阻蕭峰為天下百姓、君臣忠義而自盡雁門關外，最終阿紫挖出眼珠擲還游坦之後便抱著蕭峰的屍身跳下深谷殉情而死。

## 武功
化功大法
星宿老怪丁春秋橫行武林的絕技，疑似脫胎於北冥神功，需藉由神木王鼎吸納毒質才能練就，在第一、二版中可以消融敵手內勁，但沒法引為己用，在第三版中被削弱成只是靠毒物暫時封住敵人手腕經脈而沒法使用內功。《笑傲江湖》中，與北冥神功結合為吸星大法。阿紫偷了“神木王鼎”後練成。
碧磷針
星宿派的暗器、毒物之一。
腐屍毒
星宿派的絶技。以腐爛的屍毒發動攻擊，令敵人避無可避。

## 性格
阿紫自私凶殘又鮮明，金庸筆下第一等深刻人物。可偏就是此等狠絕毒辣的小妖女，卻最最讓人心疼、心痛、心傷。
盡管她的個性火辣心腸狠毒，但對於愛情卻無比執著。她恨一個人會用最殘酷方式去折磨他，而她愛一個人又如烈火般的熾熱。敢愛敢恨的阿紫就像是一個任性頑劣的孩子。
吳靄儀評價「金庸創造出阿紫，就像溺愛孩子的父母一樣，溺愛有加，讀者沒有這種關係，不肯接受，只覺得阿紫討厭，但阿紫令人難忘，的確是個成功的角色。」

## 佚事
1965年，正在《明報》上寫連載小說《天龍八部》的金庸，要離開香港到歐洲旅遊兩個月。金庸邀請倪匡為自己代筆，以保證報紙連載專欄連續性。倪匡答應後問：你要我怎樣寫接下來的情節呢？金庸回答他說，「不必按照原來的情節，可以另外發展一個短篇故事。」金庸還特別交代：「你可不能把人弄死，書中每個人都是有用的。一個人都不能死哦。」
金庸一走，倪匡開筆上陣。素來愛搗蛋的倪匡，因為不喜歡阿紫這個角色，就把阿紫的眼睛「寫」瞎了。金庸回來以後一看阿紫的眼睛瞎了，就找倪匡「理論」：不是事先說好不能弄死其中任何一個人的嗎？倪匡則回應他：「我是弄傷人而已，打打殺殺哪有不傷人的。」兩人是至交好友，這段插曲自然也成為兩人友誼史的一段趣話。

## 影視形象

### 劇集
- 陳復生：香港無綫電視《天龍八部》（1982年）
- 張詠詠：台灣中視《天龍八部》（1990年）
- 劉玉翠：香港無線電視《天龍八部》（1997年）
- 陳好：江蘇省廣播電視總台、九洲音像出版公司聯合出品《天龍八部》（2003年）
- 賈青：中國華策影視、東陽大千影視聯合出品《天龍八部》（2013年），設定上和阿朱為雙胞胎，容貌相同，但初期登場練功走火入魔，整張臉呈現紫黑色，後來經過醫治恢復容貌。

- 何泓姍：中國新麗傳媒《新天龍八部》（2021年）

### 電影
- 張敏：《新天龍八部之天山童姥》（1994年），永盛電影公司
- 劉雅瑟：《天龍八部之喬峰傳》（2023年），東方影業

## 相關人物
父親 - 段正淳
母親 - 阮星竹
同母姐 - 阿朱
異母姐妹 - 木婉清、王語嫣、鍾靈
|        |        |        |        |        |        |  |  |        |        |        |        |        |        |  |  |        |        |        |        |        |        |  |  |        |        |        |        |        |        |  |  |
|        |        |        |        |        |        |  |  |        |        |        |        |        |        |  |  |        |        |        |        |        |        |  |  |        |        |        |        |        |        |  |  |
| 蕭遠山 | 蕭遠山 | 蕭遠山 | 蕭遠山 | 蕭遠山 | 蕭遠山 |  |  | 阮星竹 | 阮星竹 | 阮星竹 | 阮星竹 | 阮星竹 | 阮星竹 |  |  | 段正淳 | 段正淳 | 段正淳 | 段正淳 | 段正淳 | 段正淳 |  |  | 段正明 | 段正明 | 段正明 | 段正明 | 段正明 | 段正明 |  |  |
| 蕭遠山 | 蕭遠山 | 蕭遠山 | 蕭遠山 | 蕭遠山 | 蕭遠山 |  |  | 阮星竹 | 阮星竹 | 阮星竹 | 阮星竹 | 阮星竹 | 阮星竹 |  |  | 段正淳 | 段正淳 | 段正淳 | 段正淳 | 段正淳 | 段正淳 |  |  | 段正明 | 段正明 | 段正明 | 段正明 | 段正明 | 段正明 |  |  |
|        |        |        |        |        |        |  |  |        |        |        |        |        |        |  |  |        |        |        |        |        |        |  |  |        |        |        |        |        |        |  |  |
|        |        |        |        |        |        |  |  |        |        |        |        |        |        |  |  |        |        |        |        |        |        |  |  |        |        |        |        |        |        |  |  |
| 蕭峰   | 蕭峰   | 蕭峰   | 蕭峰   | 蕭峰   | 蕭峰   |  |  | 阿朱   | 阿朱   | 阿朱   | 阿朱   | 阿朱   | 阿朱   |  |  | 阿紫   | 阿紫   | 阿紫   | 阿紫   | 阿紫   | 阿紫   |  |  |        |        |        |        |        |        |  |  |
| 蕭峰   | 蕭峰   | 蕭峰   | 蕭峰   | 蕭峰   | 蕭峰   |  |  | 阿朱   | 阿朱   | 阿朱   | 阿朱   | 阿朱   | 阿朱   |  |  | 阿紫   | 阿紫   | 阿紫   | 阿紫   | 阿紫   | 阿紫   |  |  |        |        |        |        |        |        |  |  |